# Uraeotyphlus menoni
La cecilia de Menón o cecilia de Kerala (Uraeotyphlus menoni) es una especie de anfibios gimnofiones de la familia Ichthyophiidae que habita en los Ghats Occidentales, en el estado de Kerala, India.